# 1960年夏季残疾人奥林匹克运动会奥地利代表团
1960年夏季残疾人奥林匹克运动会奥地利代表团是奥地利派出的1960年夏季残疾人奥林匹克运动会代表团。获得11枚金牌、8枚银牌和11枚铜牌。